# Gonomyia (Gonomyia) obscuriclava
Gonomyia (Gonomyia) obscuriclava is een tweevleugelige uit de familie steltmuggen (Limoniidae). De soort komt voor in het Oriëntaals gebied.